# Radiogrammitis exilis
Radiogrammitis exilis är en stensöteväxtart som beskrevs av Barbara S. Parris. Radiogrammitis exilis ingår i släktet Radiogrammitis och familjen Polypodiaceae. Inga underarter finns listade.